# 84
Năm 84 là một năm trong lịch Julius. 